# Шиацу
Шиатсу лат. Shiatsu je јапанска метода масаже која има изворе у традиционалној кинеској масажи,акупунктури,DO-IN масажи и хиљадуgодишњој оријенталној медицини.Реч shiatsu у преводу значи SHI-палац и ATSU-притисак. Дакле ова масажа полази од притиска на тело палчевима али се касније користе и лактови,шаке,стопала,колена.

## Историја
Пошто се шиатсу изводи на поду знатан акценат се ставља на коректно позиционирање тела и максимално коришћење гравитације. Осим што има главну улогу у лечењу других shiatsu има невероватан ефекат на самонапредовање даваоца масаже у смислу развијања и тела и духа слично ефектима Tai Chi Chuana, Yoge и других форми медитације.

## Схватање енргије
Заснива се на чињеници да тело покрећe животна енерgија КI. Она протиче енерgетским каналима који се зову меридијани и захваљујући њиховој међусобној интеракцији се успостављa равнотежа у телу. Циљ joj је да поткрепи тело онда када му понестаје енерgије или да ga умири када је има исувише.Тако одржава равномерним проток виталне енерgије кроз меридијане. Јединственост шиатсуа је управо у томе што упућује човека на извор њеgове дисхармоније. Шиатсу не лечи пацијентa, пацијент мора сам себе да лечи. Практичар је ту да само стимулише пацијента да пронађе прави пут до излечења, до равнотеже духа и тела.
Кинеска визија света почиње небом и земљом, два елемента која се не супротстављају већ допуњују. Небо(YANG) симбол је енергије и времена a земљa(YIN) је симбол материје и простора. Yang-активна сила и Yin – пасивна сила се међусобно смењују и прожимају и увек су у динамичкој равнотежи. Човек се препознаје као пројекција yina и yanga у облику мушкарца и жене. Мушкарац одговара небу и он је yang a жена одговара земљи она је yin. YIN и YANG увек представљају међусобан однос две ствари.То су супротности у оквиру једне целине. Све су ствари истовремено у сукобу и међусобној зависности. То су на пример сабирање и одузимање, акција и реакција, дан и ноћ, симпатикус и парасимпатикус итд . . . Ништа од поменутог не може да постоји само, зато се допуњују и смењују.имају своје процесе унутрашњег развоја.
У нормалном стању односно здравом организму,друштву,природи, између Yina и Yanga треба да се сачува и потпуна уравнотеженост. Ако се поремети равнотежа yina и yanga, што је могућe када превлада једно над другим, јављају се аномалије, то јест болести.

### Пет елемената
Интеракција yina и yanga рађа пет елемената који су основа свих ствари и природних стања: вода, ватра, земља, дрво и метал. 
Учење o пет елемената повезује космос ,медицину, и човека у целини. Све је везано за време и простор, за четири елемента у чијем је центру земљa a из које излазе та четири елемента. Ватра је на југу, метал на западу, вода на северу, дрво на истоку. Дрво је симбол рађања, растења, ватра максималне активности, метал опадања,вода је симбол минималне активности. Овим симболима се додаје још и земљa која је центар и осовина за цикличне промене,јер се дешава на земљи. Стална природа воде је да буде мокра и да тече доле, дрвета да трпи савијање,и да се исправљa, ватре да гори и да се издиже увис, земљe да прима семе и да даје летину, метала да се потчињава спољњем утицају и да се исправљa.
Главни елементи се међусобно рађају и међусобно надвлађују један другог. Ту је и основно правило мајка и дете, где се сваки елемент брине o наредном елементу и тако је мајка a исти елемент брине и o претходном елементу и тако је дете претходног елемента. Нпр.дрво је мајка ватре, ако не набавимо дрво као гориво, ватра не гори, a у исто време дрво је дете воде што значи ако немамо воду дрво нећe да расте јер је вода неопходна за раст дрвета. Ватра је мајка земљe пошто се пепео ствара као крајњи продукт ватре и симболизује земљу. Земља је мајка метала пошто се метал налази у земљи. Метал је мајка воде јер када се метал растопи подсећa на воду. Дакле елементи се међусобно рађају и међусобно надвладавају. Наизменичност међусобног стварања главних елемената : дрво рађа ватру, ватра рађа земљу, земљa рађа метал, метал рађа воду, вода рађа дрво, итд. Наизменичност међусобног надвладавања главних елемената је другачија: вода надвладава ватру, ватра надвладава метал, метал надвладава дрво, дрво надвладава земљу, земљa надвладава воду. Међусобно рађање се одвија у облику круга a међусобно надвладавање у облику звезде.
Било какав поремећaj неког од елемената утиче на органе и меридијане.

### Животна енергија
Међусобно делујући развијајући се yin и yang рађају најфиније енергетске токове Животну енергију – Ки. Ки је око нас и унутар нас. Стално се мења следећи природне законе YИН - YAНGA, смену дана и ноћи, годишњих доба, месечеве фазе. Хармонија Ки и равнотежа yina и yanga су неопходни за добро функционисање сваког живог бићa. Енергија Ки повезује yin и yang. Захваљујући контроли енергије КI могућe је најлакшим путем постићи хармонију YIN - YANG.
Разликује се унутрашњи Кi ,који циркулише унутар човека и спољашњи Кi који је ван њега,односно у природи. Спољашњи кi при удисању доспева у организам човека, делимично се трансформишући у унутрашњи Кi a при изласку доспева напољe 
Трансформишући се у спољњи Кi тако се дешава непрестана циркулација кia. Од тога у каквом се стању налази респираторни систем човека зависи концентрација енергије у њему a то умногоме одређује опште стање организма. У организму човека кi циркулише по меридијанима(каналима)који представљају путеве који повезују органе. КI организма ступа у интеракцију са његовим ткивима. Прави КI је комбинација оног што прими из атмосфере и кi-a из воде и хране. То значи да се прави кi формира дисањем и једењем. Он прожима цело тело.
Енергија Кi која се зове пренатална,формира се у почетној фази развоја ембриона, програмирајући наслеђивање и резерве животне енергије будућег човека. По рођењу детета његов кi се обогаћује такозваним хранљивим Кi, добијеним преко дисања и хране. Међусобна веза између два вида кi-a је следећa - пренатална представља покретачку силу живота a пост натална је материјал који обезбеђује одржавање живота.
Људско тело се храни енергијом КI. Она тече кроз 12 меридијана који су повезани са органима или специфичним функцијама. И тако повезује тело у једну целину. Сваки меридијан се зове према органу који одређује његову функцију.

### Меридијани
У складу са теоријом YIN и YANG меридијани формирају 6 парова yin меридијана и 6 yang меридијана.Yin меридијани одговарају органима који врше функцију скупљања ,чувања и прераде материја и енергије у организму. То су испуњени органи – плућa, слезина, срце, бубрези, перикард и јетра. Yang меридијани одговарају шупљим органима који врше функције размене материје,излучивања. То је дебело црево,желудац,танко црево,мокраћна бешика,троструки грејач,жучна кеса. Тако 12 канала покривају унутрашње и спољашње делове људског тела. 
Трасе или канали су цевоводи енергије Кi. Они формирају линије које пролазе по целом телу човека спајајући његове различите делове тела и претварајући га у јединствену целину. Сваки пар Yin и Yang канала одговара одређеном елементу. Стање сваког меридијана – система може се карактерисати у складу са теоријом Yin и Yang, вишка или мањка. То се огледа са једне стране у функционисању органа – система a са друге стране – у способности спровођења меридијана као канала. Ако орган функционише нормално ,то јест у равнотежи енергија протиче кроз канал без задржавања у складу са дневним ритмом. Али ако је функција поремећена ток енергије је поремећен,то јест меридијан је зачепљен и он постаје подложан болестима. Ако побољшавамо стање канала ,постижемо у њему нормалан пролаз енергије, ми самим тим можемо утицати на функције физиолошког система којем тај меридијан одговара.

#### Концепт и структура Tsubo тачке
Дуж линије меридијана смештен је систем биолошки активних тачака које се зову ТSUBO.То су места кроз које је меридијан енергетски повезан са токовима енергије. Делујући на те тачке према одређеном правилу ми можемо постићи побољшање стања меридијана. Оне су важне јер од њиховог стања умногоме зависи стање меридијана и кретање енергије по њему, пријем енергије спољa и њено преношење до унутрашњих органа. Енергија се увек преноси из меридијана где је у вишку у меридијан који је у мањку.
На одређеним местима дуж меридијана постоје “Врата” или “Отвори” кроз које можемо да делујемо на KI са површине коже. Ове тачке се зову Tsubo или Акупресурне тачке. Tsubo изгледа као вртлог енергије који је у горњем делу широк, у средњем делу се сужава, а затим у доњем делу опет шири.
Сваки Tsubo има своје име и број и зна се који се ефекти на органе и њихове функције могу изазвати његовом стимулацијом.
Тамо где постоји мањак KI енергије тsubo ће се осећати као беживотан и празан са мањком виталности и тонуса, док ће се насупрот томе на месту где је вишак енергије јављати осећај препуњености, затегнутости и напетости и та места ће често бити јако осетљива на додир
Поред 12 основних постоје и два контролна меридијана
Шиатсу се базира на традиционалној оријенталној филозофији која сматра да је све у природи манифестација енергије. Ова универзална енергија се зове KI тј. CHI и она повезује све функције и унутрашње органе системом међусобно повезаних канала који се још зову и Меридијани. Меридијани теку делимично у дубини тела да би се повезали са унутрашњим органима, а делимично теку близу површине коже и управо на ове делове ми можемо да утичемо током Шиатсу третмана. Сви меридијани су међусобно повезани да би се на тај начин омогућио континуирани проток енергије.

## Циљ Шиатсу масаже
Циљ Шиатсуа је да KI протиче равномерно и континуирано.На меридијанима којих има 14 постоје TSUBO тј. Акупресурне тачке помоћу којих се може утицати на рад унутрашњих органа и телесних функција. Поједини меридијана су добили назив по унутрашњим органима кроз које пролазе нпр. Меридијан бубрега, мокраћне бешике, јетре итд.
Тело и дух су две нераздвојиве целине и делујући на једно утицаћемо и на друго и обрнуто. Према оријенталној медицини сваки меридијан има утицај на одређени аспект у психичкој, физичкој и емотивној сфери људског тела. Нпр. Меридијан бубрега утиче на људску вољу и емоцију страха, али утиче и на раст и густину костију, нервна и мождана ткива, а такође утиче и на проценат воде и минерала у људском организму.
У Шиатсу терминологији препуњеност или блокада у протоку KI енергије у меридијану или акупресурној тачки се зове “JITSU” , док се празнина или мањак KI енергије зове “KYO”.
Циљ Шиатсу масаже је да открије узрок иза акутног или хроничног поремећаја равнотеже у протоку енергије и покуша да га реши тонификацијом(“KYO”) или распршивањем(“JITSU”).
“JITSU” зоне се лако налазе јер њих осећамо као активне, осетљиве на додир и као да су испупчене , док су “KYO” зоне теже за детекцију јер нису осетљиве на додир и скривене су дубоко испод површине коже.
Општи Шиатсу третман ће нам помоћи да лакше детектујемо KYO и JITSU зоне и доведемо до хармонизације протока KI енергије.

## Технике Шиатсу
Шиатсу се базира на теорији да применом специфичних манипулативних техника на одређене делове тела можемо побољшати опште стање организма. У зависности од технике која се примењује и ефекти које ћемо добити ће бити различити.
Постоје 3 основне Шиатсу технике :
1. Тонизирање - користи се континуиран и јачи притисак под одређеним углом и има за циљ да постигне дубински ефекат на Тсубо тј. Акупресурну тачку.
2. Распршивање - ту спадају растресање, љуљање, истезање и гњечење који имају за циљ да распрше блокиран проток енергије и крви. Ова техника се још зове и Седација.
3. Смиривање(Calming, Енгл.) - лагано, континуирано држање длановима користећи минималан притисак или лагано љуљање ће смирити превише енергије.

Шиатсу третман ће генерално обухватити све 3 технике, али ће ипак преовладати једна техника што ће зависити од врсте енергетског дисбаланса који код те особе постоји. Оно што преовлађује код већине ових техника је да док једна рука примењује технику друга рука прати реакцију која се дешава у телу.

### Правило две руке
У већини случајева обе руке треба да су вам у контакту са примаоцем. Ово је основна , али и једна од најважнијих терапеутских shiatsu техника. Она нам омогућава да са једном руком “слушамо”(рука мајка), док другу руку(радна рука) користимо за тонизирање, смиривање или распршивање енергије KI.
Циљ шиатсу масаже је да натерамо примаочев KI да се креће из Hаре(тачка која се налази 3 прста испод пупка и у њој је тежиште целог тела) кроз екстремитете до шака и стопала. У раду са две руке ми покушавамо да привучемо KI из зоне испод руке мајке у зону испод радне руке , и из тих разлога постоји неколико правила о којима треба водити рачуна
- Рука мајка треба увек , када је то могуће да буде ближе центру тела примаоца
- Радна рука треба да се удаљава од руке мајке , а не да иде ка њој
- Рука мајка и радна рука треба да врше исти интензитет притиска
- Покушајте да увек будете рукама стално у контакту са примаоцем јер ће му то пружити јединствени осећај преливања из једне технике у другу и омогућити да се лакше и боље релаксира

## Положаји за извођење Шиатсу терапије
Обезбедити адекватан релаксирајући положај примаоца за време масаже је један од битнијих фактора за успешан третман.Најбољи избор је лежећи положај на леђима или стомаку због минималног учешћа мишића за одржавање положаја, мада се масажа може радити и у клечећем и у положају на боку.
Правилна употреба јастучића различите величине и дебљине може да значи велику разлику. У положају на стомаку код особа које пате од проблема у доњем делу леђа могу се јавити болови или непријатне сензације, па ћемо то спречити стављањем јастука испод стомака. Да би се спречиле непријатности у пределу скочног зглоба или колена може се ставити јастучић или ваљак у пределу скочног зглоба. Међутим један од највећих проблемау овом положају је што већина људи није у стању да држи врат у угодном положају , а то је глава окренута у страну са рукама поред тела. Особе са делимично смањеном покретљивошћу врата ће моћи да држе главу окренуту у страну уколико подигну руку поред главе. Међутим то ће отежати даваоцу третирање вратних и мишића горњег дела леђа те стране. Решење овог проблема је стављање јастука испод рамена и грудног коша примаоца.
У положају на леђима већини људи прија јастучић испод колена, а особама које имају повијена рамена или напет врат ће пријати и јастучић испод главе. Запамтите да постоје особе које преферирају да леже на леђима без јастука, зато питајте примаоца шта му одговара. У положају на боку ставља се јастук испод главе и испод колена горње ноге која је савијена у куку и колену ради стабилности. Клечећи положај ће бити удобнији уколико се стави јастук између карлице и стопала. Да би се избегао замор мишића доњег дела леђа при седењу у турском седу потребно је ставити дебљи јастук испод карлице.

## Просторија
Мора бити величине да у њу стане струњача и да око струњаче има простора да shiatsu практичар може да се креће око примаоца. Оптимална величина струњаче је 2м x 1м , а идеално би било 2м x 2м. Струњача треба да буде довољно тврда да давалац може да оствари својим притиском жељени ефекат, а опет и довољно мекана да пружа даваочевим коленима одрећен степен амортизације. Shiatsu се ради преко одеће јер се на тај начин избегава дражење површинских сензорних нерава и омогућава примаоцу да доживи и неке дубље сензације.

## Средства Шиатсуа
Основно средство за рад у Шиатсу масажи су дланови, палчеви, и прсти. Зависно од стратегије третмана за коју се одлучимо, давалац ће користити палчеве или прсте када је потребно извршити прецизан тј. специфичан притисак на одређене акупресурне тачке. Међутим када хоћемо да третирамо ширу зону користићемо дланове. Уколико постоји потреба да се изврши интензиван притисак користићемо подлактице, лактове, колена или стопала.

### Трудноћа
Уколико сте почетник не саветује се да радите третман трудницама све док не сакупите довољно искуства и сигурности, међутим искусан практичар ће имати доста техника које може да примени , и користи се углавном положај на леђима и на боку. Не смеју се притискати подколенице а нарочито тачке Lv 3 , Li 4 , Sp 6, Gb 21.

### Менструација
За време циклуса у пределу стомака и доњег дела може се вршити притисак али благог интензитета.

Могуће контраиндикације:
- Преломи костију и кичмених пршљенова
- Висок крвни притисак, срчани проблеми
- Отворене ране, посекотине, опекотине, кожне болести
- На проширене вене дозвољено је вршити само благи притисак
- Повишена температура
- Туберкулоза
- Остеопороза
- Малигне болести

## Питања за приматеља масаже
Пре него што почнете масажу требало би да приматељу поставите одређена питања да бисте донекле стекли увид у његово здравствено стање и евентуалне контраиндикације за третман. Питања могу бити:
- Да ли имате висок или низак крвни притисак
- Да ли имате проблема са срцем
- Да ли имате проширене вене
- Да ли сте имали неке оперативне захвате у скорије време
- Да ли имате неке кожне болести
- Да ли сте трудни
- Да ли имате менструацију
- Да ли имате проблема са стомаком или цревима
- Да ли постоји неки део тела који вам је напет, болан и изузетно осетљив
- Да ли имате неких других здравствених проблема

Све на земљи има своју тачку равнотеже,тежиште. Ако је поменута тачка равнотеже близу земљe, објекат је стабилан и не може се лако оборити. Човек је има у ХAРИ или ТAНТИEНУ, месту из кога и његова виталност потиче. То је центар живота и смрти, место где се развија беба као и место где се изводи чувени харакири, јапански ритуал самоубиства, заправо уништење тог центра. Уколико је ХAРA у равнотежи , она доприноси добром здрављу, високом степену самопоштовања и виталности, позитивном животном ставу. Води стваралачком надахнућу и добром расположењу.
Међутим у овој зони се налазе и осећања беса,забринутости,страха,несигурности.....
Оне доводе до погоршања овог центра, оптерећујући га негативном енергијом. Ако је човекова свест смештена у хари,он се осећa стабилно и испуњен је позитивном енергијом.
Већина људи даје важност размишљању,држи енергију у глави и тако запостављa своје тело. Све радње треба да се врше из харе Ту се догађа варење,ту се храна разлаже и претвара у енергију. Када је она јака ,јак је и остали део тела.

## Шиатсу и Аутономни нервни систем
Шиатсу терапије без обзира са којим нивоом савладане вештине да се ради(базични, 1,2,3 степен) ће на примаоца да има ефекат опуштања и освежености и ојачаће имуни систем те особе. Зашто ? Зато што ће изазвати парасимпатички одговор АНС тј. изазваће као реакцију дубоку релаксацију организма.
Да не бисмо дубље улазили у физиологију АНС, оно што је битно да знате је да људско тело има психолошки и физиолошки одговор на опасност који се веома битно разликује од наше реакције када смо у безбедном и сигурном окружењу.
Када нам прети нека опасност наша пажња се подиже на један виши ниво , да би смо могли да што брже одредимо одакле нам прети опасност и у ком облику и на тај начин повећамо своје шансе за преживљавање адекватном одбраном или бежањем. Када нам прети нека опасност наше тело аутоматски шаље више адреналина у крв и више крви у мишиће омогућавајући њихове оптималне перфомансе. Дисање се убрзава да би мозак и мишићи добили што више кисеоника , а наша чула вида, слуха и мириса се изоштравају. Другим речима постајемо “ спремни за акцију”. Насупрот томе када се осећамо безбедно и нисмо под неким стресом ми тежимо да се опустимо. Наше дисање се успорава а чула се опуштају.
Уколико додирнете некога на коректан начин, у одговарајуће време и са правилним ставом ваш додир ће их опустити и отворити према вама. Сигурно сте осетили како изгледа рука на рамену од стране пријатеља у моменту када сте били узнемирени. Помогло вам је , зар не? Насупрот томе уколико вас неко гурне зато што му сметате то вам сигурно неће пријати, чак ћете бити иритирани и мишићи ће вам се затегнути. Другим речима уколико неког гурнете нормално је за очекивати да та особа постане напета и да заузме одбрамбени па чак и агресивни став према вама.
Пробајте да се наслоните на доброг пријатеља када сте уморни, он ће вам инстиктивно пружити ослонац. Шиатсу техника ставља акценат на ово наслањање. Увек се наслањајте уместо да гурате када хоћете да вршите притисак тј. користите тежину свога тела уместо да користите снагу мишића.